# Lindome
Lindome ist ein Teil des Tätorts Göteborg in der schwedischen Provinz Västra Götalands län. Der Ort liegt in der historischen Provinz (landskap) Halland ungefähr 15 Kilometer südsüdöstlich des Zentrums von Göteborg und gehört zur Gemeinde Mölndal.
Vor 2015 war Lindome eigenständiger Tätort mit zuletzt 11.037 Einwohnern (2010). Danach wurde er mit dem gesamten, mittlerweile faktisch durchgehend bebauten Gebiet entlang der Autobahn und Bahnstrecke von Göteborg in Richtung Süden bis zum bereits in Hallands län liegenden Kungsbacka dem Tätort Göteborg zugeschlagen.
Lindome liegt an der dort zur Autobahn ausgebauten gemeinsamen Route der Europastraßen 6, die der gesamten schwedischen Nordseeküste folgt und weiter nach Nordnorwegen führt, sowie 20 (Europaväg 6 und 20).
Aus Lindome kommt der Fußballverein Lindome GIF. Im Osten des Ortes liegt das Gelände des Mölndals Golfklubb. Lindome ist zudem Startpunkt des Wanderweges Bohusleden.

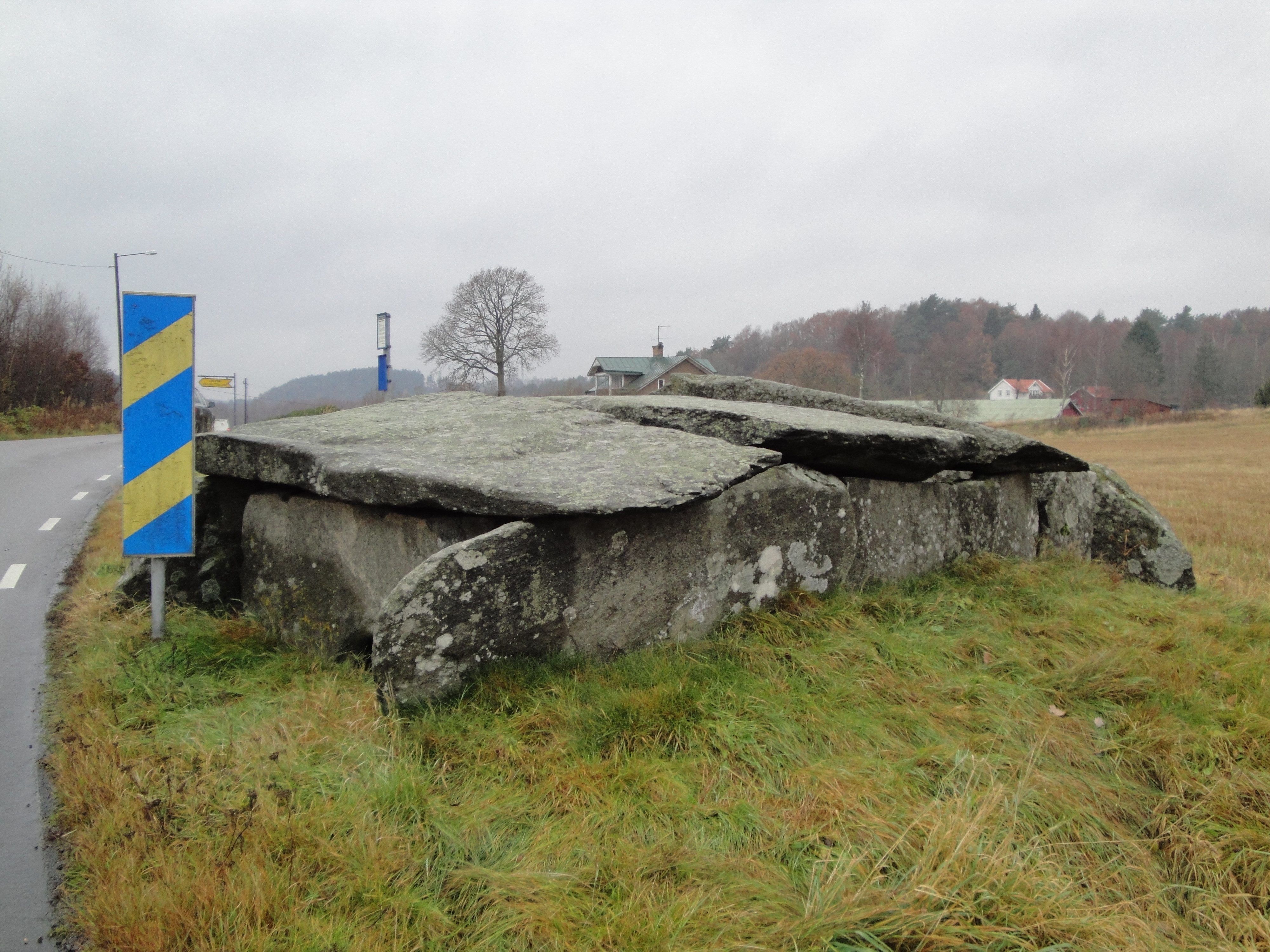
Steinkiste
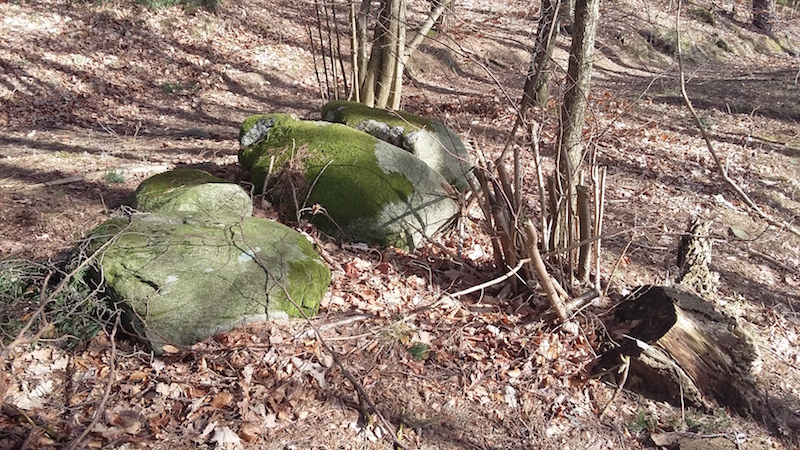
Steinkreis
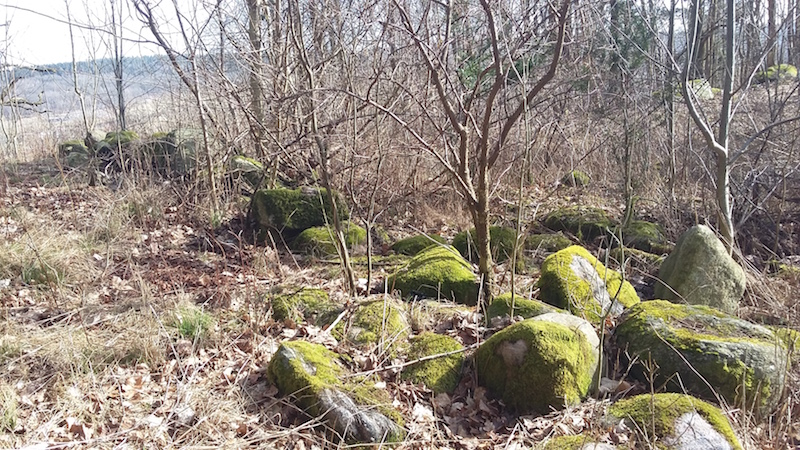
Steinsetzung

## Töchter und Söhne des Ortes
- Rune Andréasson (1925–1999), Comic-Zeichner
- Tage Severin (* 1930), Schauspieler und Sänger
- Jessica Liedberg (* 1969), Schauspielerin
- Jerker Virdborg (* 1971), Schriftsteller